# Stefano Marianini
Stefano Giovanni Marianini (Zeme, 5 gennaio 1790 – Modena, 9 giugno 1866) è stato un fisico italiano.

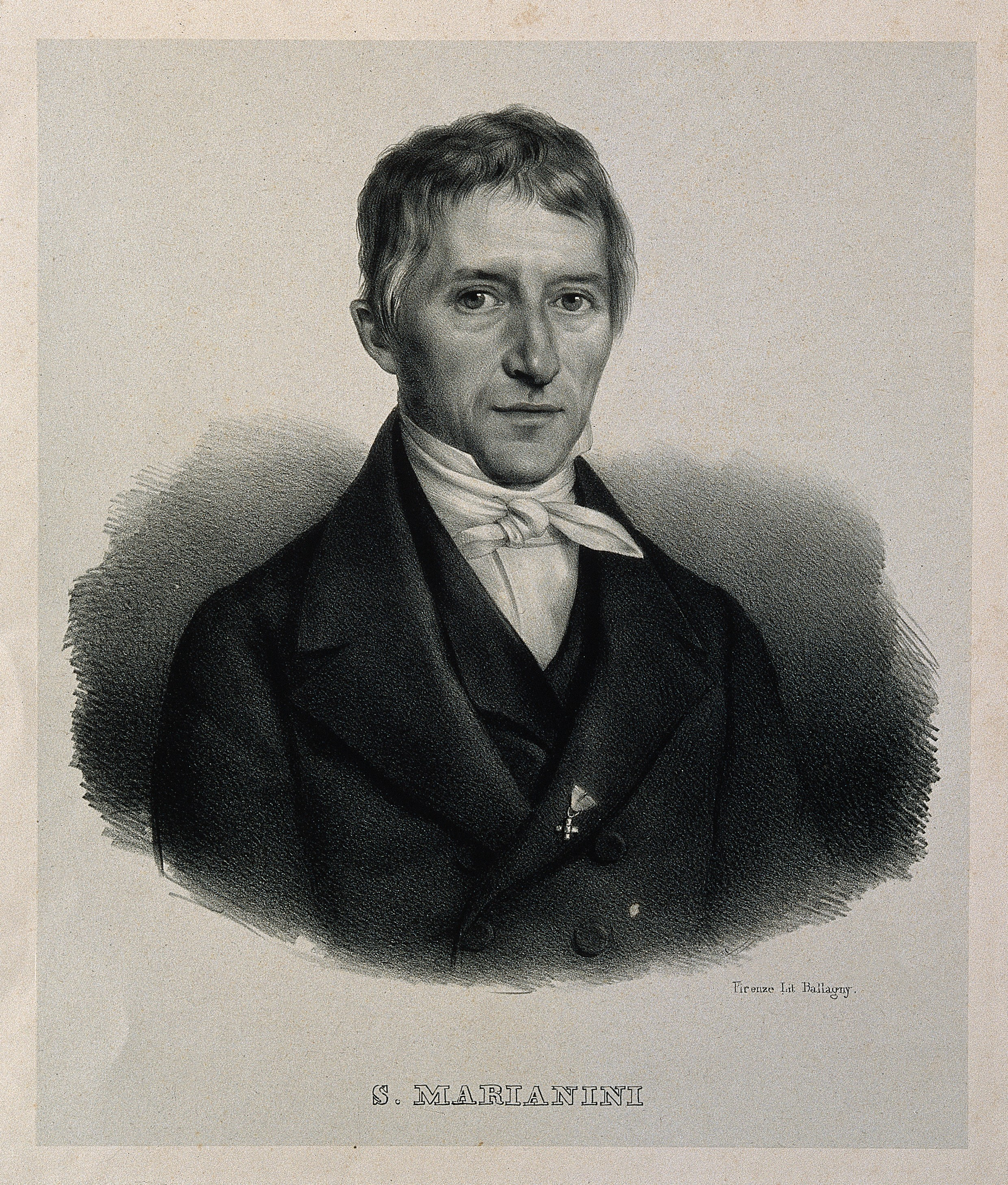
Stephano Giovanni Marianini

Aggiunto per la Matematica pura elementare e per la Fisica all'Università di Pavia dal 1817 al 1819, poi docente di Fisica al Liceo S. Caterina di Venezia, infine professore della medesima materia all'Università di Modena dal 1836 al 1859; fu uno dei pionieri nello studio dell'elettricità e delle pile.